# Медовлендс (Пенсільванія)
Медовлендс (англ. Meadowlands) — переписна місцевість (CDP) в США, в окрузі Вашингтон штату Пенсільванія. Населення — 839 осіб (2020).

## Географія
Медовлендс розташований за координатами 40°13′2″ пн. ш. 80°13′48″ зх. д. / 40.21722° пн. ш. 80.23000° зх. д. (40.217356, -80.229921).  За даними Бюро перепису населення США в 2010 році переписна місцевість мала площу 2,31 км², уся площа — суходіл.

## Демографія
Згідно з переписом 2010 року, у переписній місцевості мешкали 822 особи в 362 домогосподарствах у складі 215 родин. Густота населення становила 356 осіб/км².  Було 397 помешкань (172/км²).
Расовий склад населення:
| - 96,5 % — білих - 1,7 % — чорних або афроамериканців - 0,2 % — корінних американців |

До двох чи більше рас належало 1,1 %. Частка іспаномовних становила 1,1 % від усіх жителів.
За віковим діапазоном населення розподілялося таким чином: 19,2 % — особи молодші 18 років, 65,5 % — особи у віці 18—64 років, 15,3 % — особи у віці 65 років та старші. Медіана віку мешканця становила 42,8 року. На 100 осіб жіночої статі у переписній місцевості припадало 94,3 чоловіків;  на 100 жінок у віці від 18 років та старших — 94,7 чоловіків також старших 18 років.
Середній дохід на одне домашнє господарство  становив 100 036 доларів США (медіана — 72 558), а середній дохід на одну сім'ю — 110 305 доларів (медіана — 73 135). За межею бідності перебувало 3,4 % осіб, у тому числі 0,0 % дітей у віці до 18 років та 16,5 % осіб у віці 65 років та старших.
Цивільне працевлаштоване населення становило 573 особи. Основні галузі зайнятості: науковці, спеціалісти, менеджери — 32,8 %, роздрібна торгівля — 20,9 %, будівництво — 16,9 %, виробництво — 12,9 %.